# Chatain
Chatain är en kommun i departementet Vienne i regionen Nouvelle-Aquitaine i västra Frankrike. Kommunen ligger i kantonen Charroux som tillhör arrondissementet Montmorillon. År 2022 hade Chatain 241 invånare.

## Befolkningsutveckling
Antalet invånare i kommunen Chatain
| Referens: INSEE |